# Pio Fedi

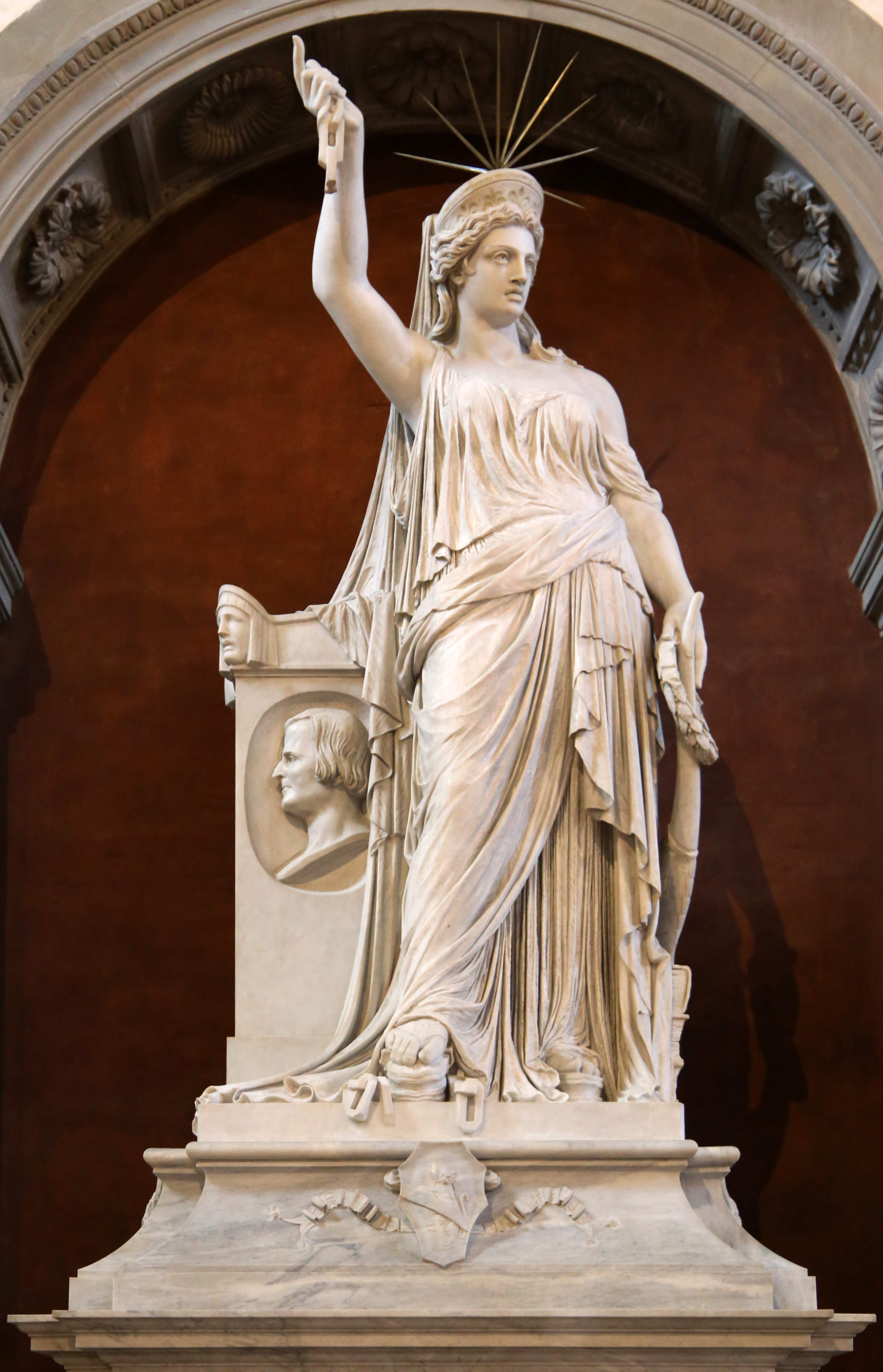
Libertà della Poesia - Basilica di Santa Croce - Firenze

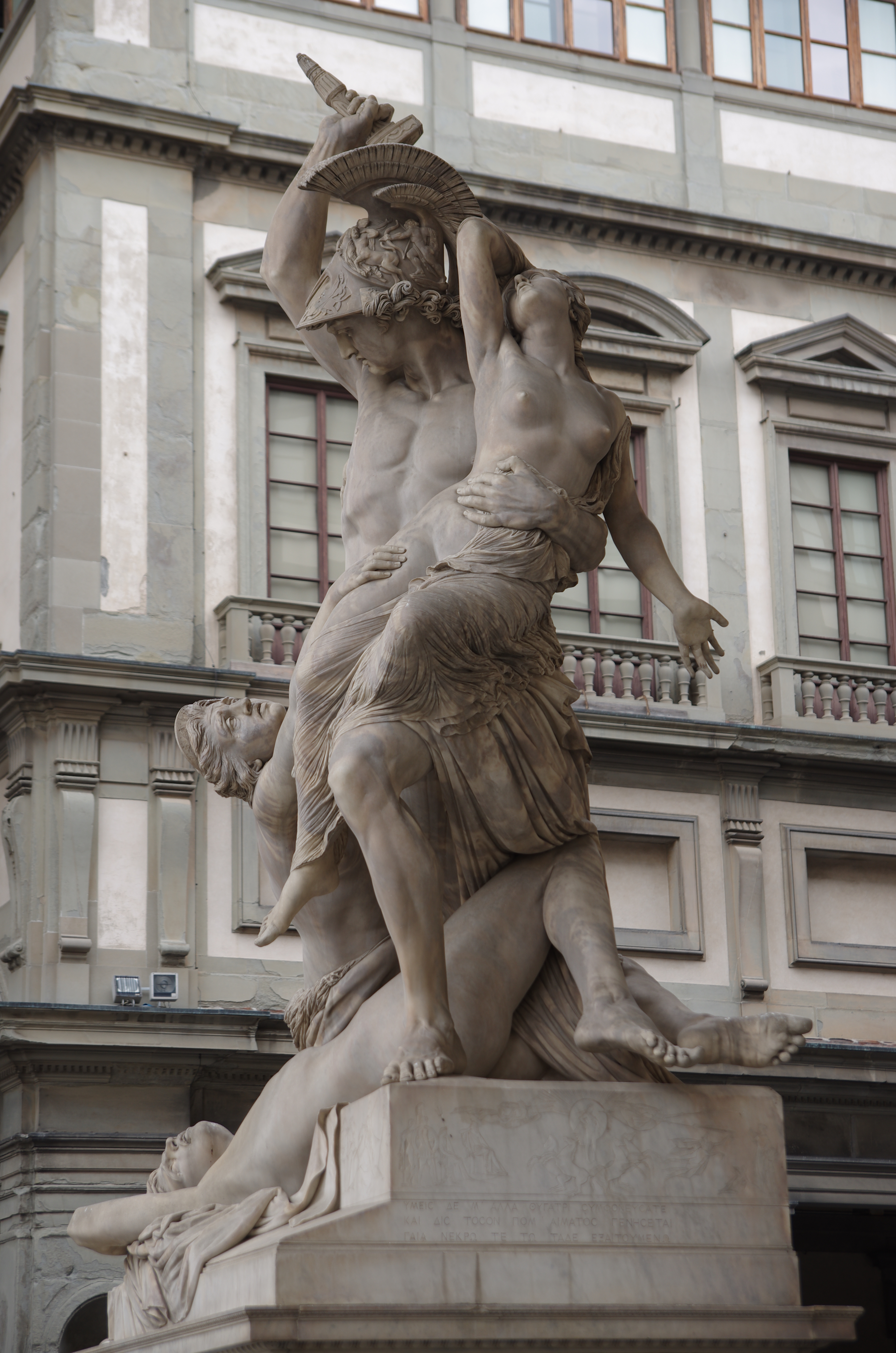
Neottolemo rapisce Polissena da Ecuba

Pio Fedi (Viterbo, 31 maggio 1816 – Firenze, 1º giugno 1892) è stato uno scultore italiano.

## Biografia
Si formò all'Accademia di Belle Arti di Firenze ed ebbe modo di visitare anche Vienna, per due anni, dal 1837 al 1838. Fin dalla sua gioventù la sua produzione è particolarmente ricca di disegni e bozzetti.
In quegli anni a Firenze si scontravano due correnti in scultura, e lui seguì prima la linea purista per poi avvicinarsi a quella del realismo ideale.
Scolpì due sculture per il loggiato degli Uffizi (Nicola Pisano - firmata - e Andrea Cesalpino), ma il suo lavoro più noto è il Ratto di Polissena, dal vivo dinamismo, unica scultura moderna scelta per figurare nella Loggia della Signoria (1866).
Tra le molte opere si ricordano anche la Libertà della Poesia per il monumento funebre di Giovan Battista Niccolini in Santa Croce, il disegno del Monumento al Generale Manfredo Fanti in Piazza San Marco a Firenze o la statua di Pietro Torrigiani nel Giardino Torrigiani.
Nel 1876, ricostruì i leoni della fontana di Piazza delle Erbe, di Viterbo.
Il suo studio si trovava dal 1842 in via dei Serragli, nella ex-chiesa dello scomparso monastero di Santa Chiara che ancora oggi viene indicata come la Galleria Pio Fedi.
È sepolto nel cimitero monumentale dell'Antella.